# Saudia Roundtree
Saudia Roundtree (ur. 4 października 1976 w Anderson) – amerykańska koszykarka, występująca na pozycji rozgrywającej, reprezentantka kraju, po zakończeniu kariery zawodniczej – trenerka koszykarska.
W 1992 wystąpiła w inauguracyjnym meczu gwiazd amerykańskich szkół średnich – WBCA High School All-America, podczas którego zdobyła 10 punktów. Została też zaliczona do I składu WBCA All-American. Poprowadziła swoją szkolną drużynę do mistrzostwa stanu Karolina Południowa.

## Osiągnięcia
Na podstawie, o ile nie zaznaczono inaczej.
NJCAA
- Koszykarka roku NJCAA (1994)
- Zaliczona do I składu turnieju NJCAA (1994)

NCAA
- Wicemistrzyni NCAA (1996)
- Uczestniczka rozgrywek NCAA Final Four(1995, 1996)
- Mistrzyni konferencji Southern (SEC – 1996)
- Zawodniczka roku:
  - NCAA:
    - im. Naismitha (2001)[4]
    - według United States Basketball Writers Association (USBWA – 2001)

  - konferencji Southeastern (1996)
- Sportowiec roku konferencji Southeastern (1996)[5]
- Laureatka ESPY Award dla najlepszej koszykarki uczelnianej (1997)
- Zaliczona do:
  - I składu:
    - NCAA Final Four (1996)
    - SEC (1995, 1996)
    - All-American (1996)
- Liderka SEC w asystach (1995, 1996)

Indywidualne
- Uczestnik meczu gwiazd ABL (1997)

Reprezentacja
- Brąz Pucharu Williama Jonesa (1995)